# Азема, Сабина
Сабина Азема (фр. Sabine Azéma, род. род. 20 сентября 1949[…], XV округ Парижа) — французская актриса.

## Ранние годы
Азема родилась 20 сентября 1949 года в семье парижского адвоката, росла с двумя сестрами. Уже в юном возрасте заинтересовалась актёрским ремеслом и в школьные годы посещала курсы Франсуа Флорана в лицее Карно, позже открывшего известную актёрскую студию Cours Florent. Позднее, для совершенствования знания иностранного (английского) языка, обучалась в Англии, где и познакомилась со своим будущим первым супругом Мишелем Лингленеем.
В возрасте 20 лет по возвращении во Францию начала обучение в Высшей национальная консерватории драматического искусства (Conservatoire national supérieur d’art dramatique), где познакомилась с Жан-Полем Бельмондо и Мишелем Буке. В Театре Елисейских Полей в 1974 году состоялся её сценический дебют в пьесе «Вальс тореадоров» по одноимённому произведению Жана Ануя с Луи де Фюнесом. До начала восьмидесятых была известна преимущественно как театральная актриса.

## Дебют в кино

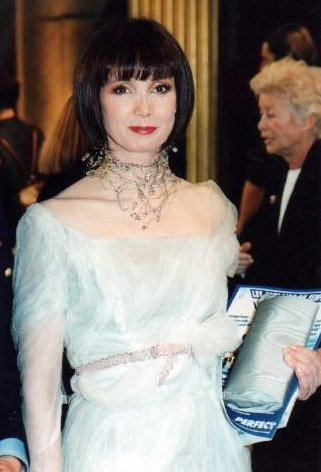
Сабина Азема на церемонии кинопремии Сезар 1998 года.

Дебютом в кино для 27-летней на тот момент Азема становится второстепенная роль в фильме «Дальше некуда» Жоржа Лотнера с Пьером Ришаром и Миу-Миу. В следующем году появляется в крошечной роли в драматическом фильме «Кружевница», ставшем прорывом для Изабель Юппер.
В последующие несколько лет играла на телевидении, пока не была приглашена режиссёром Аленом Рене в фильм «Жизнь — это роман», за второстепенную роль в котором была номинирована на главную кинематографическую награду Франции «Сезар».

## Самые известные роли
Сабина Азема получила «Сезар» за лучшую женскую роль в фильме Бертрана Тавернье «Воскресенье за городом» и впоследствии много снималась у своего мужа Алена Рене, в том числе в лентах «Мелодрама» (1987) (второй «Сезар» за лучшую женскую роль), «Курить/Не курить» (1992), «Только не в губы» (2003) и «Дикие травы» (2009).

## Факты
С 1998 по 2014 состояла в браке со знаменитым режиссёром Аленом Рене до его смерти 1 марта 2014 года.
В 2015 году возглавляла жюри программы Каннского кинофестиваля «Золотая камера».

## Фильмография
| Год       |    | Русское название                   | Оригинальное название                    | Роль                                                                                |
| --------- | -- | ---------------------------------- | ---------------------------------------- | ----------------------------------------------------------------------------------- |
| 1974—1985 | с  | —                                  | Au théâtre ce soir                       | Николь, Франсуаза, Людмила                                                          |
| 1975      | с  | —                                  | La preuve par treize                     | Софи                                                                                |
| 1976      | ф  | Дальше некуда                      | On aura tout vu                          | Мадемуазель Клод Феррони                                                            |
| 1976      | ф  | Посыльный от «Максима»             | Le chasseur de chez Maxim's              | Женевьева                                                                           |
| 1977      | ф  | Кружевница                         | La Dentellière                           | Корин                                                                               |
| 1978      | тф | Сценарий                           | Le scénario                              | Лиза                                                                                |
| 1979      | с  | Таинственный господин Дювалье      | L'étrange monsieur Duvallier             | Лоранс                                                                              |
| 1981      | ф  | Мы не ангелы... как и женщины тоже | On n'est pas des anges... elles non plus | Мари-Луиза Форестье                                                                 |
| 1983      | ф  | Жизнь — это роман                  | La vie est un roman                      | Элизабет Руссо                                                                      |
| 1984      | ф  | Воскресенье за городом             | Un dimanche à la campagne                | Ирэн                                                                                |
| 1984      | ф  | Любовь до смерти                   | L'amour à mort                           | Элизабет Саттер                                                                     |
| 1986      | ф  | Красная зона                       | Zone rouge                               | Клэр Руссе                                                                          |
| 1986      | ф  | Мелодрама                          | Mélo                                     | Ромейн Белкруа                                                                      |
| 1986      | ф  | Пуританка                          | La puritaine                             | Ариана                                                                              |
| 1989      | ф  | Пять дней в июне                   | Cinq jours en juin                       | Иветт                                                                               |
| 1989      | ф  | Жизнь и ничего больше              | La vie et rien d'autre                   | Ирэн де Курти                                                                       |
| 1989      | ф  | Ванильно-клубничное мороженое      | Vanille fraise                           | Кларисса Буланже                                                                    |
| 1990      | ф  | Три года                           | Trois années                             | Julia Poncenot-Guillermen                                                           |
| 1991      | ф  | Россини                            | Rossini! Rossini!                        | Олимпия Пелиссье                                                                    |
| 1993      | ф  | Курить/Не курить                   | Smoking/No Smoking                       | Селия Тисдейл / Сильвия Белл / Ирэн Прайдуорти / Ровена Кумбез / Жозефина Гамильтон |
| 1995      | ф  | Сто и одна ночь Симона Синема      | Les cent et une nuits de Simon Cinéma    | Сабин / Ирэн                                                                        |
| 1995      | ф  | Чёрный, как воспоминание           | Noir comme le souvenir                   | Люси                                                                                |
| 1995      | ф  | Любовь в лугах                     | Le bonheur est dans le pré               | Николь Бержеад                                                                      |
| 1996      | ф  | Мужчина моей жизни                 | Mon homme                                | Беранжера                                                                           |
| 1996      | тф | —                                  | Le veilleur de nuit                      | Эль                                                                                 |
| 1997      | ф  | Известные старые песни             | On connaît la chanson                    | Одиль Лаланд                                                                        |
| 1997      | тф | Когда кошка улыбается              | Quand le chat sourit                     |                                                                                     |
| 1999      | ф  | Шпунц                              | Le schpountz                             | Франсуаза                                                                           |
| 1999      | ф  | Рождественский пирог               | La bûche                                 | Люба                                                                                |
| 2001      | ф  | Палата для офицеров                | La chambre des officiers                 | Анаис                                                                               |
| 2001      | ф  | Танги                              | Tanguy                                   | Эдит Гётц                                                                           |
| 2003      | ф  | Тайна жёлтой комнаты               | Le mystère de la chambre jaune           | Матильда Стангерсон                                                                 |
| 2003      | ф  | Только не в губы                   | Pas sur la bouche                        | Жильбер Валандрей                                                                   |
| 2005      | ф  | Рисуй или занимайся любовью        | Peindre ou faire l'amour                 | Мадлен Лассерре                                                                     |
| 2005      | ф  | Духи дамы в чёрном                 | Le parfum de la dame en noir             | Матильда Стангерсон                                                                 |
| 2005      | ф  | Оле!                               | Olé!                                     | Александра Вебер                                                                    |
| 2006      | ф  | Сердца                             | Cœurs                                    | Шарлотта                                                                            |
| 2007      | ф  | И пусть всё пляшет!                | Faut que ça danse!                       | Виолетта                                                                            |
| 2008      | ф  | Путешествие в Пиренеи              | Le voyage aux Pyrénées                   | Аврора Лалю                                                                         |
| 2009      | ф  | Дикие травы                        | Les herbes folles                        | Маргерит Мьюир                                                                      |
| 2009      | ф  | Последний романтик планеты Земля   | Les derniers jours du monde              | La marquise d'Arcangues                                                             |
| 2010      | ф  | Услуга за услугу                   | Donnant, donnant                         | Жанна                                                                               |
| 2011      | ф  | Дочь землекопа                     | La fille du puisatier                    | мадам Мазель                                                                        |
| 2013      | ф  | Тётя Хильда                        | Tante Hilda!                             | тётя Хильда (озвучка)                                                               |
| 2014      | ф  | Любить, пить и петь                | Aimer, boire et chanter                  | Катрин                                                                              |
| 2015      | ф  | Космос                             | Cosmos                                   | мадам Войтис                                                                        |
| 2017      | ф  | Афера доктора Нока                 | Knock                                    | Ла Кук                                                                              |